# Libertas (partido político)
Libertas era um partido político europeu que defendia a criação de uma União Europeia mais aberta, democrática e responsável.
Fundada em 2006 pelo homem de negócios irlandês Declan Ganley, que liderou com sucesso a campanha pelo Não ao Tratado de Lisboa durante o referendo Irlandês em 2008, a Libertas está a difundir-se progressivamente pela Europa, com a intenção de apresentar-se nas próximas eleições Europeias, com candidatos de todos os Estados Membros da União Europeia.
A primeira menção feita à Libertas foi feita em Dezembro de 2003 num artigo intitulado "Tratado Constitucional; Uma Ameaça à Democracia e Como a Evitar" " foi escrito pelo homem de negócios Declan Ganley, um Britânico residente em Abbeyknockmoy, República da Irlanda. O artigo foi escrito para o Foreign Policy Research Institute (FPRI), uma organização Americana de Philadelphia, Pennsylvania.
A Libertas foi reconhecida como partido político europeu em Fevereiro de 2009,